# Refuge faunique national San Andres
Pour les articles homonymes, voir San Andres.
Le San Andres National Wildlife Refuge est situé dans le sud des montagnes San Andres, dans le centre-sud du Nouveau-Mexique, aux États-Unis. Le refuge, qui se trouve dans l'extension la plus septentrionale du désert de Chihuahua, a des altitudes allant de 1300  jusqu'à 2511 mètres. Les habitats varient des prairies désertiques de créosote et du Chihuahua aux bois de pins à pignons et genévriers à des altitudes plus élevées. Quelques sources, suintements et cours d'eau saisonniers fournissent de l'eau pour la faune et les habitats riverains du refuge.
Le refuge faunique San Andres est complètement entouré par le Polygone d'essais de missile de White Sands et est fermé au public pour des raisons de sécurité.

## Description

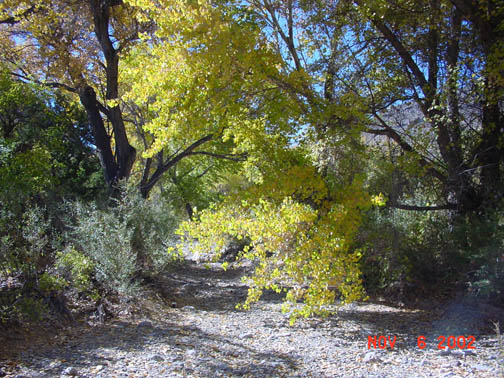
San Andres Spring avec des peupliers d'automne. La source de San Andres est l'une des nombreuses sources créant de petits environnements ripariens.

Le San Andres National Wildlife Refuge préserve la plus grande chaîne de montagnes intacte du désert de Chihuahua aux États-Unis. Le refuge s'étend sur 231 km² à l'extrémité sud des montagnes de San Andres. San Andres Peak est le point culminant avec 2511 mètres. Bennett et Big Brushy Mountains s'élèvent à plus de 2100 mètres .
Le refuge se trouve dans la zone de vie du Haut-Sonora caractérisée par une végétation et des prairies semi-désertiques. 172 espèces d'oiseaux, dont 5 espèces de colibris, ont été aperçues sur le refuge. Les grands mammifères comprennent le cerf mulet, le puma, le mouflon d'Amérique du désert, l'ours noir et l'oryx, qui a été introduit. En de rares occasions, des pécaris à collier ont été aperçus .
Les sécheresses pluriannuelles sont fréquentes. La plupart des précipitations arrivent en été. Au moins 10 sources et complexes de sources sur le refuge fournissent de l'eau à la faune et créent des zones riveraines avec des peupliers, des saules et des frênes. Certaines des sources ont un débit suffisant pour créer des ruisseaux vivants qui s'étendent sur plusieurs centaines de mètres avant de devenir des rus à sec avec de l'eau seulement après de gros orages .

## Mouflon du désert et oryx

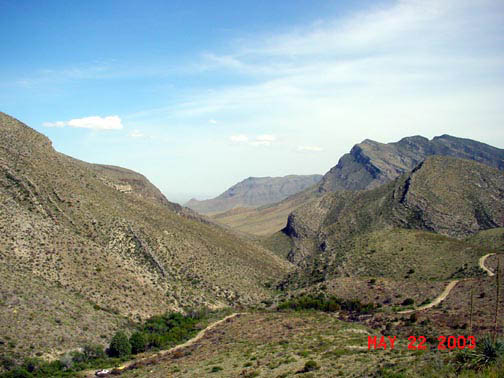
Ash Canyon et ses sources créent un couloir de végétation luxuriante au milieu du désert des montagnes de San Andres.

Le San Andres National Wildlife Refuge a été créé pour préserver le mouflon du désert qui devenait rare dans une grande partie de son aire de répartition. Au moment de la création du refuge, en 1941, la population de mouflons du désert était de 33. Avec la protection, ce nombre est passé à 140 en 1950 avant de tomber à 70 après une grave sécheresse. Le pâturage sur le refuge a pris fin en 1952 et le nombre du troupeau est passé à environ 200 dans les années 1970. La maladie a alors frappé le troupeau et une seule femelle restait en vie en 1997. À partir de 1999, les mouflons du désert ont été réintroduits à San Andres à partir d'autres régions et leur nombre a lentement augmenté pour atteindre environ 100 en 2012. San Andres NWR est la plus grande zone de terres protégées pour les mouflons du désert au Nouveau-Mexique.
L'oryx sud-africain ou Gemsbok, une grande antilope du désert originaire du Botswana, de Namibie et d'Afrique du Sud, a été introduit dans les monts White Sands Missile Range dans le bassin voisin de Tularosa en 1969, dans l'espoir d'attirer les chasseurs de gros gibier et d'augmenter les revenus de l'État provenant des ventes des licences de chasse. Le nombre d'oryx est rapidement passé à environ 3 000 et leur aire de répartition s'est étendue au refuge national de faune de San Andres ainsi qu'aux zones adjacentes. En 1997, au moins 50 oryx habitaient le refuge, rivalisant avec succès pour les ressources rares avec le mouflon d'Amérique et le cerf mulet, car l'oryx n'a besoin que de peu ou pas d'eau pour survivre, tirant son humidité des plantes qu'il mange. À l'exception des veaux, l'oryx est trop gros pour être la proie des pumas et autres carnivores locaux.
L'oryx peut également avoir un impact sur le mouflon d'Amérique et le cerf en hébergeant plusieurs maladies dont on pense ou sait qu'elles réduisent les chances de rétablissement des populations de mouflon d'Amérique et de cerf. En 2001, des échantillons fécaux et sérologiques ont été prélevés sur plus de 100 oryx à White Sands Missile Range et également sur un nombre indéterminé à San Andres NWR, et testés pour détecter une gamme d'agents pathogènes. L'exposition au virus Parainfluenza-3 a été détectée chez 20 % des 50 animaux WSMR testés pour ce pathogène, tandis que les deux tiers avaient été exposés au virus respiratoire syncytial bovin, et presque tous les animaux présentaient des signes d'exposition au virus de la fièvre catarrhale du mouton ainsi qu'à la fièvre catarrhale maligne. Pasteurella trehalosi a été détectée dans des oryx de San Andres NWR . La pasteurellose pulmonaire peut entraîner une mortalité élevée chez le mouflon d'Amérique, et la sensibilité à la maladie est plus élevée chez le mouflon d'Amérique précédemment exposé au Parainfluenza-3 ou au virus respiratoire syncytial bovin. Les cerfs, en revanche, sont particulièrement vulnérables à la fièvre catarrhale maligne.
Afin de limiter le nombre d'oryx sur la NWR de San Andres et le champ de tir de White Sands, l'État du Nouveau-Mexique, avec la coopération du Fish and Wildlife Service, délivre des permis de chasse à l'oryx. Entre 2000 et 2007, un total signalé de 284 animaux à San Andres NWR ont été tués par la chasse . Plus récemment, environ 50 animaux sont abattus par an .